# Josef Dieter Maier
Josef Dieter Maier, també conegut com a Sepp Maier, (Metten, Alemanya, 28 de febrer de 1944) fou un destacat porter de futbol alemany de la dècada dels 60 i 70 que actualment és entrenador de porters. Maier disputà tota la seva trajectòria professional al Fußball-Club Bayern München, si bé durant la seva infància jugà en l'equip local TSV Haar.
Maier jugà amb el Bayern de Múnic entre 1963 i 1980, quan es veié obligat a deixar el futbol a causa de les lesions sofrides en un accident de cotxe. Durant deu anys, de 1966 a 1977, fou considerat el millor porter del moment, guanyant-se el sobrenom de "El gat". Fou elegit en tres ocasions com a Jugador Alemany de l'Any, premi poc habitual per un porter.
Defensant la porteria del Múnic coincidí amb grans jugadors com Franz Beckenbauer i Gerhard Müller, amb el qual en aquells anys el club de Baviera conquistà 3 Copes d'Europa, 1 Copa Intercontinental, 1 Recopa d'Europa, 4 Bundeslligues i 4 Copes d'Alemanya.
A nivell internacional, Maier també esdevingué durant la dècada dels 60 i 70 el porter habitual de la Selecció de futbol d'Alemanya Occidental, conquistant l'Eurocopa 1972 celebrada a Bèlgica i el Mundial 1974 celebrat a Alemanya Federal. Fou el capità del combinat nacional alemany els anys 1978 i 1979.

## Palmarès

### Club
- 4 Lligues alemanyes: 1969, 1972, 1973, 1974
- 4 Copes alemanyes: 1966, 1967, 1969, 1971
- 3 Copes d'Europa: 1974, 1975, 1976
- 1 Copa Intercontinental: 1976
- 1 Recopa d'Europa: 1967

### Selecció
- 1 Eurocopa: 1972
- 1 Mundial: 1974